# Gio An
Gio An là một xã cũ ở phía Tây của huyện Gio Linh, tỉnh Quảng Trị, Việt Nam.

## Lịch sử
Ngày 16 tháng 6 năm 2025, Ủy ban Thường vụ Quốc hội ban hành Nghị quyết số 1680/NQ-UBTVQH15 về việc sắp xếp các đơn vị hành chính cấp xã của tỉnh Quảng Trị năm 2025. Theo đó, sắp xếp toàn bộ diện tích tự nhiên, quy mô dân số của các xã Hải Thái, xã Linh Trường, xã Gio An, xã Gio Sơn thành xã mới có tên gọi là xã Cồn Tiên.

## Địa lý
Xã Gio An có diện tích là 2,77 km², dân số là 3.312 người mật độ dân số đạt 1.196 người/km².

## Hành chính
Xã Gio An được chia thành 6 thôn: An Hướng, An Nha, Bình Sơn, Hảo Sơn, Tân Văn, Xuân Hòa.

## Kinh tế
Đây là một xã thuần nông. Nền kinh tế chủ yếu là sản xuất nông sản như: cao su, cà phê, hồ tiêu, lúa và rau Xalach-xoong (rau liệt).